# Humphrey (Arkansas)
Humphrey város az USA Arkansas államában, Arkansas és Jefferson megyében. Lakosainak száma 463 fő (2020. április 1.).

## Népesség
A település népességének változása:
| Lakosok száma | 380  | 557  | 463  |
|               | 1910 | 2010 | 2020 |